# Saint-Germain-sur-Sarthe
Saint-Germain-sur-Sarthe és un municipi francès situat al departament del Sarthe i a la regió de País del Loira. L'any 2007 tenia 494 habitants.

## Demografia

### Població
El 2007 la població de fet de Saint-Germain-sur-Sarthe era de 494 persones. Hi havia 181 famílies de les quals 33 eren unipersonals (18 homes vivint sols i 15 dones vivint soles), 70 parelles sense fills, 74 parelles amb fills i 4 famílies monoparentals amb fills.
La població ha evolucionat segons el següent gràfic:
Habitants censats

### Habitatges
El 2007 hi havia 239 habitatges, 184 eren l'habitatge principal de la família, 29 eren segones residències i 26 estaven desocupats. 236 eren cases i 3 eren apartaments. Dels 184 habitatges principals, 151 estaven ocupats pels seus propietaris, 29 estaven llogats i ocupats pels llogaters i 5 estaven cedits a títol gratuït; 13 tenien dues cambres, 27 en tenien tres, 39 en tenien quatre i 105 en tenien cinc o més. 132 habitatges disposaven pel capbaix d'una plaça de pàrquing. A 67 habitatges hi havia un automòbil i a 106 n'hi havia dos o més.

### Piràmide de població
La piràmide de població per edats i sexe el 2009 era:
| Homes | Edats   | Dones |
| ----- | ------- | ----- |
| 0     | 95 o +  | 0     |
| 0     | 90 a 94 | 0     |
| 0     | 85 a 89 | 0     |
| 4     | 80 a 84 | 0     |
| 20    | 75 a 79 | 16    |
| 20    | 70 a 74 | 12    |
| 12    | 65 a 69 | 8     |
| 4     | 60 a 64 | 12    |
| 8     | 55 a 59 | 4     |
| 4     | 50 a 54 | 12    |
| 44    | 45 a 49 | 20    |
| 24    | 40 a 44 | 24    |
| 12    | 35 a 39 | 12    |
| 8     | 30 a 34 | 16    |
| 8     | 25 a 29 | 4     |
| 16    | 20 a 24 | 4     |
| 20    | 15 a 19 | 24    |
| 0     | 10 a 14 | 24    |
| 12    | 5 a 9   | 8     |
| 20    | 0 a 4   | 4     |

## Economia
El 2007 la població en edat de treballar era de 302 persones, 232 eren actives i 70 eren inactives. De les 232 persones actives 209 estaven ocupades (118 homes i 91 dones) i 23 estaven aturades (6 homes i 17 dones). De les 70 persones inactives 30 estaven jubilades, 22 estaven estudiant i 18 estaven classificades com a «altres inactius».

### Ingressos
El 2009 a Saint-Germain-sur-Sarthe hi havia 201 unitats fiscals que integraven 550 persones, la mediana anual d'ingressos fiscals per persona era de 16.557 €.

### Activitats econòmiques
Dels 11 establiments que hi havia el 2007, 2 eren d'empreses de construcció, 5 d'empreses de comerç i reparació d'automòbils, 1 d'una empresa d'hostatgeria i restauració, 1 d'una empresa immobiliària i 2 d'empreses de serveis.
Dels 6 establiments de servei als particulars que hi havia el 2009, 2 eren tallers de reparació d'automòbils i de material agrícola, 2 lampisteries, 1 restaurant i 1 agència immobiliària.
L'any 2000 a Saint-Germain-sur-Sarthe hi havia 13 explotacions agrícoles que ocupaven un total de 568 hectàrees.

## Poblacions més properes
El següent diagrama mostra les poblacions més properes.